# Spring Byington
Spring Byington (17 de octubre de 1886 – 7 de septiembre de 1971) fue una actriz estadounidense. Su carrera incluyó un período de siete años en radio y televisión como estrella de December Bride, y fue una actriz contratada clave para los estudios cinematográficos MGM, actuando en el cine desde la década de 1930 hasta la de 1960.

## Inicios
Su nombre completo era Spring Dell Byington, y nació en Colorado Springs (Colorado). Tenía una hermana menor, Helene Kimball Byington, y sus padres eran el profesor Edwin Lee Byington (1852–1891) y Helene Maud Cleghorn. Al quedarse viuda, su madre decidió enviar a Helene a vivir con sus abuelos, Arthur y Charlotte Cleghorn, en Port Hope, Ontario (Canadá), mientras que Spring permaneció con su madre en Denver. En esos años su madre estudió en la Escuela de Medicina de la Universidad de Boston, graduándose en 1896.
Byington trabajó en shows de aficionados en sus días de escuela, y se graduó en la North High School en 1904. Poco después, con 14 años de edad, se hizo actriz profesional actuando en el Teatro Elitch de Denver, habiendo sido su madre amiga de Mary Elitch. Al fallecer su madre en 1907, Byington y su hermana fueron legalmente adoptadas por su tía Margaret, esposa de Rice Eugene Eddy. Sin embargo, Byington ya era mayor de edad, por lo que cobró su herencia y se mudó a Nueva York para iniciar una carrera interpretativa.
En 1910 Byington se sumó a una compañía de repertorio que hacía gira por Buenos Aires, Argentina. A los 24 años de edad se casó con el director de la compañía, Roy Carey Chandler, permaneciendo el matrimonio ocho años en Sudamérica, gracias a lo cual la actriz dominaba el español. En 1916 volvió a Nueva York, donde nacieron sus hijas Phyllis (1916) y Lois (1917). Byington se divorció hacia 1920.

## Broadway
Tras su vuelta a Nueva York, Byington dividía su tiempo entre trabajar en Manhattan y estar junto a sus hijas, las cuales vivían con sus amigos J. Allen y Lois Bobcock en Leonardsville Village, en el Condado de Madison (Nueva York). 
En 1919 empezó a viajar con una producción de Birds in Paradise, con la cual se presentaba la cultura de Hawái en el continente, y en 1921 empezó a trabajar con la Compañía Stuart Walker, para la cual hizo diversos papeles en Mr. Pim Passes By, The Ruined Lady y Rollo's Wild Oats, entre otras obras. Esta actividad le proporcionó finalmente un trabajo teatral en Broadway, actuando en 1924 en la pieza de George S. Kaufman y Marc Connelly Beggar on Horseback, que se mantuvo en cartel durante seis meses. Retomó el papel en marzo y abril de 1925, y siguió actuando en Broadway en otras 18 producciones en los siguientes diez años. Entre las mismas figuraban Once in a Lifetime (de Kaufman y Moss Hart), When Ladies Meet (de Rachel Crothers), y Jig Saw (de Dawn Powell).

## Hollywood
Durante sus últimos años en Broadway, Byington empezó a trabajar en el cine. Su primera actuación tuvo lugar en 1931 en un corto titulado Papa's Slay Ride, y la segunda y más famosa, la que hizo en Mujercitas/Las cuatro hermanitas en 1933, en el papel de "Marmee", con Katharine Hepburn como su hija "Jo". Se hizo familiar en los hogares gracias a su participación en la serie de filmes de The Jones Family, continuando varios años en Hollywood como actriz de carácter. En 1938 Byington fue nominada al Oscar a la mejor actriz de reparto por su actuación en You Can't Take It With You, premio finalmente ganado por Fay Bainter por Jezabel (película en la cual Byington también tenía un papel, el de Mrs. Kendrick).
Durante la Segunda Guerra Mundial Byington trabajaba en la radio, medio al que decidió volver cuando su carrera en el cine empezó a declinar tras finalizar la contienda. En 1952 entró a formar parte de CBS Radio haciendo el papel de la viuda Lily Ruskin en la sitcom December Bride. En 1954 Desilu Productions produjo un episodio piloto para pasar la serie a la televisión, siendo también protagonizada por Byington. La nueva sitcom se emitió en sus dos primeras temporadas tras I Love Lucy. En total se rodaron 111 capítulos hasta 1959. Sus compañeros de reparto eran Frances Rafferty, Dean Miller, Verna Felton, y Harry Morgan.
Entre 1961 y 1963 Byington actuó en la serie de género western Laramie, con John Smith y Robert Fuller. Tras Laramie fue artista invitada en el papel de Mrs. Jolly en la serie de Dennis Weaver en la NBC Kentucky Jones, en el episodio "Feminine Intrusion". Sus dos últimas interpretaciones fueron como la madre de Larry Hagman en Mi bella genio (1967) y como la Madre General en The Flying Nun (1968).
Spring Byington falleció en 1971 en Los Ángeles, California, a causa de un cáncer. Su cuerpo fue donado a la ciencia médica.

## Actuaciones

### Filmografía parcial
- Papa's Slay Ride (corto, 1930) – Mama
- Las cuatro hermanitas / Mujercitas (Little Women, 1933) – Marmee March
- El lobo humano (Werewolf of London, 1935) – Miss Ettie Coombes
- La tragedia de la Bounty / Motín a bordo / Rebelión a bordo (Mutiny on the Bounty, 1935) – Sra. Byam
- Desengaño (Dodsworth, 1936) – Matey Pearson
- La carga de la Brigada Ligera (The Charge of the Light Brigade, 1936) – Lady Octavia Warrenton
- Los pecados de Teodora (Theodora Goes Wild, 1936) - Rebecca Perry
- Penrod and Sam (1937) - Sra. Schofield
- Honor de familia (A Family Affair, 1937) - Sra. Emily Hardy
- Es amor lo que busco (It's Love I'm After, 1937) - Tía Ella Paisley
- Corsarios de Florida (The Buccaneer, 1938) – Dolly Madison
- Las aventuras de Tom Sawyer (The Adventures of Tom Sawyer, 1938) – Viuda Douglas (sin acreditar)
- Jezabel (Jezebel, 1938) – Sra. Kendrick
- Tómalo o déjalo / Vive como quieras (You Can't Take It With You, 1938) – Penny Sycamore
- El pájaro azul (The Blue Bird, 1940) – Mummy Tyl
- El diablo burlado / El diablo y la señorita (The Devil and Miss Jones, 1941) – Elizabeth Ellis
- ¿Conocen a John Doe? / Juan Nadie (Meet John Doe, 1941) – Sra. Mitchell
- Cuando ellas se encuentran (When Ladies Meet, 1941) – Bridget 'Bridgie' Drake
- Roxie Hart (1942) – Mary Sunshine
- Anillos en sus dedos (Rings on Her Fingers, 1942) - Sra. Maybelle Worthington
- The Affairs of Martha (1942) – Sophia Sommerfield
- El cielo puede esperar / El diablo dijo no (Heaven Can Wait, 1943) – Bertha Van Cleve
- Mundo celestial (The Heavenly Body, 1944) - Nancy Potter
- Te volveré a ver (I'll Be Seeing You, 1944) – Mrs. Marshall
- Su milagro de amor (The Enchanted Cottage, 1945) - Violet Price
- Juego de pasiones (Thrill of a Romance, 1945) – Nona Glenn
- El castillo de Dragonwyck (Dragonwyck, 1946) - Magda
- A Letter for Evie (1946) – Sra. McPherson
- La vida es para amar / Vivir a lo grande (Living in a Big Way, 1947) - Sra. Minerva Alsop Morgan
- Singapur / Una vida y un amor (Singapore, 1947) - Sra. Bellows
- Tenías que ser tú (It Had to Be You, 1947) – Sra. Stafford
- La rebelde (B.F.'s Daughter, 1948) - Gladys Fulton
- En aquel viejo verano / La novia incógnita (In the Good Old Summertime, 1949) - Nellie Burke
- Prueba heroica (The Big Wheel, 1949) - Mary Coy
- Louisa (1950) – Louisa Norton
- La puerta del diablo (Devil's Doorway, 1950) – Sra. Masters
- Despacio, forastero (Walk Softly, Stranger, 1950) - Sra. Brentman
- According to Mrs. Hoyle (1951) – Sra. Harriet Hoyle
- Angels in the Outfield (1951) – Hermana Edwitha
- No os comáis las margaritas (Please Don't Eat the Daisies, 1960) – Suzie Robinson

### Teatro en Broadway
| - Beggar on Horseback (1924, 1925) – Mrs. Cady - Weak Sisters (1925) - Puppy Love (1926) - The Great Adventure (1926–1927) - Skin Deep (1927) - The Merchant of Venice (1928) - To-Night at 12 (1928–1929) - Be Your Age (1929) - Jonesy (1929) - Ladies Don't Lie (1929) | - I Want My Wife (1930) - Once in a Lifetime (1930) – Helen Hobart - Ladies of Creation (1931) - We Are No Longer Children (1932) - When Ladies Meet (1932–1933) - The First Apple (1933–1934) - No Questions Asked (1934) - Jig Saw (1934) - Piper Paid (1934–1935) |

#### Películas de la "Familia Jones"
| - Every Saturday Night (1936) - Educating Father (1936) - Back to Nature (1936) - Off to the Races (1937) - Big Business (1937) - Hot Water (1937) - Borrowing Trouble (1937) - Love on a Budget (1938) - A Trip to Paris (1938) | - Safety in Numbers (1938) - Down on the Farm (1938) - Everybody's Baby (1939) - The Jones Family in Hollywood (1939) - The Jones Family in Quick Millions (1939) - Too Busy to Work (1939) - Young as You Feel (1940) - On Their Own (1940) |

### Televisión
- December Bride (1954–1959) – Lily Ruskin
- What's My Line?(10/27/1957)(Episodio 386) Invitada misteriosa.
- Alfred Hitchcock Presents (1960) – Alice Wagner, en el episodio "The Man with Two Faces"
- Laramie (1961–1963) – Daisy Cooper
- "The Train Don't Stop Till It Gets There", The Greatest Show on Earth (1964)
- Batman (1966) – J. Pauline Spaghetti, episodios "The Catwoman Goeth" y "The Sandman Cometh"
- Mi bella genio (1967) – Madre, episodio "Meet My Master's Mother"
- The Flying Nun (1968) – Madre General, episodio "To Fly or Not to Fly"

## Premios y distinciones
Premios Óscar
| Año  | Categoría               | Película                            | Resultado |
| ---- | ----------------------- | ----------------------------------- | --------- |
| 1939 | Mejor Actriz de Reparto | Tómalo o déjalo / Vive como quieras | Nominada  |

Byington recibió dos estrellas en el Paseo de la Fama de Hollywood, uno por su actividad cinematográfica en el 6507 de Hollywood Boulevard, y otra por su trabajo televisivo en el 6233 de la misma vía.

### Nominaciones
- Premios Alexandrias de 1933: Mejor actriz de reparto por Mujercitas/Las cuatro hermanitas[6]
  - Ganado por Mary Astor en The World Changes

- Premios Globo de Oro 1951: Nominada a la mejor actriz en comedia o musical por Louisa[7]
  - Ganado por Judy Holliday por Nacida ayer.

- Emmy a la mejor actriz - Serie de comedia en 1957 por December Bride[8] **Ganado por Jane Wyatt en Father Knows Best.

- Emmy a la mejor actriz - Serie de comedia en 1959 por December Bride[9]
  - Ganado por Jane Wyatt en Father Knows Best.